# Барранкас (Гуахира)
Барранкас (исп. Barrancas) — город и муниципалитет на северо-востоке Колумбии, на территории департамента Гуахира.

## История
Поселение на месте современного города было основано испанцами в 1664 году.

## Географическое положение

Муниципалитет Барранкас

Город расположен в юго-восточной части Гуахиры, в долине реки Ранчерия, на расстоянии приблизительно 62 километров к юго-юго-востоку (SSE) от Риоачи, административного центра департамента. Абсолютная высота — 132 метра над уровнем моря.

Площадь муниципалитета составляет 742 км².

## Население
По данным Национального административного департамента статистики Колумбии, совокупная численность населения города и муниципалитета в 2012 году составляла 32 254 человек.
Динамика численности населения города по годам:
| 2005   | 2006   | 2007   | 2008   | 2009   | 2010   | 2011   | 2012   |
| ------ | ------ | ------ | ------ | ------ | ------ | ------ | ------ |
| 26 329 | 27 224 | 28 078 | 28 926 | 29 777 | 30 610 | 31 436 | 32 254 |

Согласно данным переписи 2005 года мужчины составляли 50,1 % от населения города, женщины — соответственно 49,9 %. В расовом отношении белые и метисы составляли 70 % от населения города; индейцы — 21,2 %; негры, мулаты и райсальцы — 8,8 %.
Уровень грамотности среди всего населения составлял 86 %.

## Экономика
Основу экономики города составляют добыча каменного угля на близлежащем месторождении Серрехон, а также сельскохозяйственное производство.

55,5 % от общего числа городских и муниципальных предприятий составляют предприятия торговой сферы, 32,6 % — предприятия сферы обслуживания, 9,7 % — промышленные предприятия, 2,2 % — предприятия иных отраслей экономики.